# POSIX
POSIX (anglicky Portable Operating System Interface) je v informatice označení standardu používaného hlavně unixovými operačními systémy. Jeho úkolem bylo vytvořit jednotné rozhraní, které mělo zajistit přenositelnost programů (aplikací) mezi různými hardwarovými platformami. Definuje rozhraní nejen pro programátory (tzv. API), ale i pro uživatele (v podobě utilit pro příkazový řádek). Původní název POSIX odkazoval na standard IEEE 1003.1-1988 vydaný v roce 1988. Rodina POSIX standardů odkazuje na IEEE 1003 a mezinárodní standard ISO/IEC 9945.

## Historie
Vytvořením mnoha různých klonů původního AT&T Unixu (hlavně z 7th Edition) došlo k vytvoření mnoha různých doplňkových systémových volání, funkcí, programů a démonů. Většina z nich byla proprietární (uzavřená) a často se i standardní programy lišily ovládáním. Vznikla proto řada standardů POSIX (Portable Operating System Interface), které definují systémová volání, knihovní funkce a chování programů v POSIX kompatibilním operačním systému. I přes tuto standardizační snahu je ve světě Unixu mnoho různých odchylek a vylepšení.